# Grant County, Oklahoma
Grant County är ett administrativt område i delstaten Oklahoma, USA. År 2010 hade county 4 527 invånare. Den administrativa huvudorten (county seat) är Medford.

## Geografi
Enligt United States Census Bureau har countyt en total area på 2 599 km². 2 591 km² av den arean är land och 8 km² är vatten.

### Angränsande countyn
- Sumner County, Kansas - nord
- Kay County - öst
- Garfield County - syd
- Alfalfa County - väst
- Harper County, Kansas - nordväst